# Viola d'amore

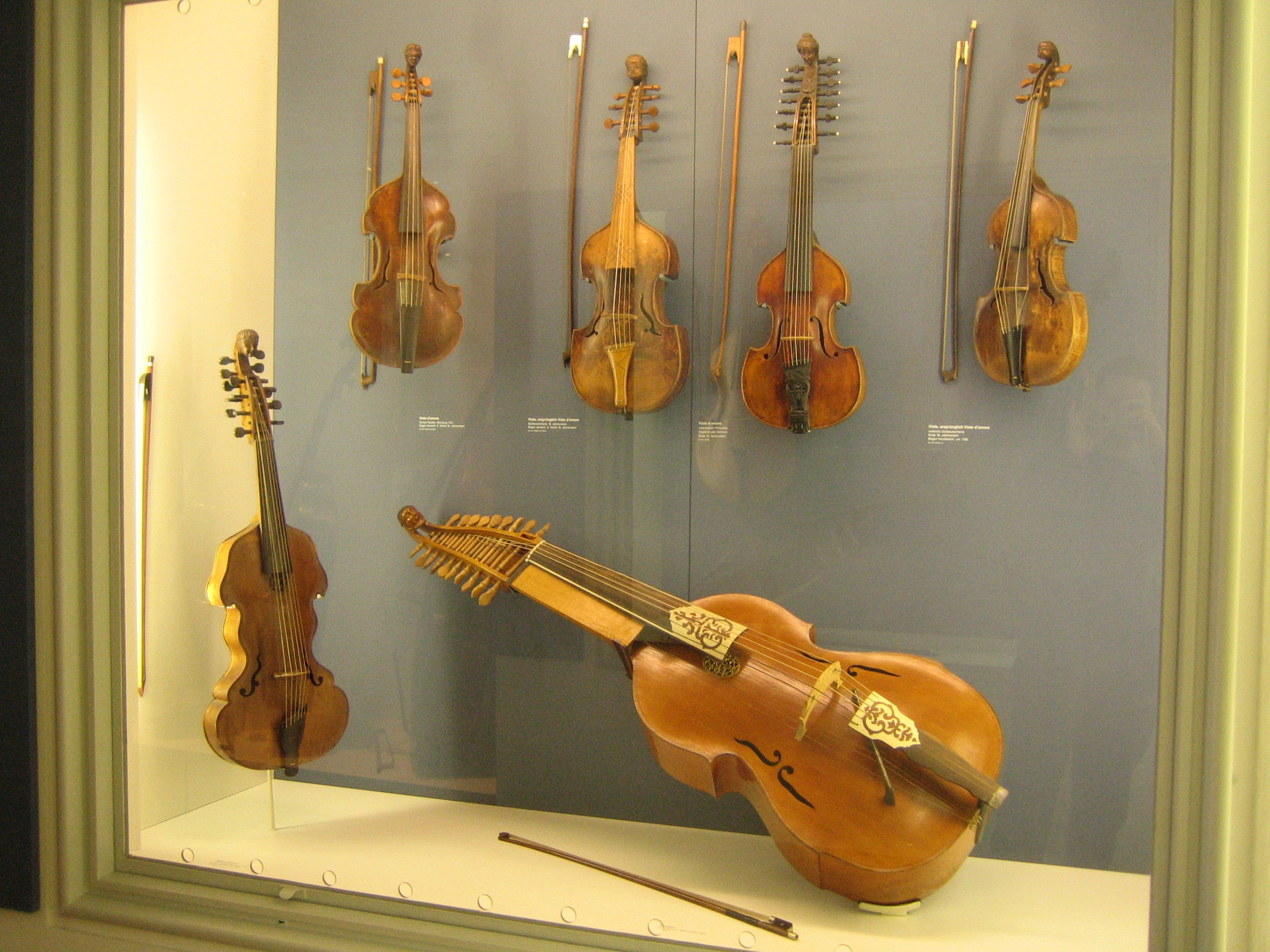
Varie viole d'amore, esposte presso il Deutsches Museum. Quella in basso a destra è invece una viola di bordone.

La viola d'amore è uno strumento musicale della famiglia dei cordofoni.
Sono controverse le ricostruzioni circa l'origine di questo nome. Le più probabili, dopo che l'ipotesi di una corruzione dell'espressione "viola de' mori" si è dimostrata priva di fondamento, sono le due tradizionali, che si richiamano alla testa di amorino scolpita nella maggior parte degli esemplari pervenutici, oppure alla dolcezza del suono. Quest'ultima sembra essere la più probabile, se consideriamo l'esistenza di altri strumenti con l'attributo "d'amore", caratterizzati da una particolare morbidezza di suono, che li distingue dallo strumento da cui derivano.

## Parti
Le dimensioni della viola d'amore sono simili a quelle della viola, tuttavia la forma è simile a quella della viola da gamba, con spalle spioventi e fasce relativamente alte.
Lo strumento si caratterizza per la presenza, oltre che delle sette corde che vengono sollecitate dall'archetto, di una serie di altre sette corde di risonanza che scorrono sotto quelle principali, attraverso il ponticello, sotto la tastiera, in un passaggio ricavato nello spessore del manico, e sono assicurate, in basso con dei chiodini di avorio posizionati a fianco del bottone, in alto ad un'ulteriore serie di piroli posti su un prolungamento del cavigliere.

## Storia
La viola d'amore che suonava Van Waefelghem era di Venezia (1720) e contava 7 corde di budello, delle quali 3 filate d'argento, e 7 corde simpatiche. La viola d'amore era conosciuta in Italia già prima del XVII secolo. Fu introdotta in Inghilterra, verso il 1716, da Attilio Ariosti; egli scrisse per questo strumento sei sonate, stampate nel 1728.

Risulta che una viola d’amore Antonio Stradivari sia sopravvissuta, però pesantemente alterata per utilizzarla come violino.È pure sopravvissuto un “corredo per la costruzione della viola d’amore a dodici corde del 1727”, costituito da disegni, modelli in carta e in legno, etc., con annotazioni di pugno dei figli Francesco e Omobono Stradivari.La viola d’amore Lorenzo Storioni, 1786, attualmente conservata nel Musée de la musique di Parigi, sarebbe stata costruita seguendo disegni originali di Stradivari.

Il francese Milandre suonava la viola d'amore a Parigi verso il 1759. Alcuni musicisti cechi o slovacchi esibirono le loro abilità su questo strumento nel corso del XVIII secolo. Giacomo Meyerbeer immaginò, sotto il pretesto di dare all'opera un colore storico, di inserire un preludio e un accompagnamento per viola d'amore ne Gli ugonotti (1836), la cui azione però si svolge nel 1574, epoca nella quale questo strumento era sconosciuto. Lo strumento era suonato, all'orchestra dell'Opéra, da Charles Urhan, che ne fissò l'accordatura oggi comunemente adoperata.
Questo strumento si può trovare al Museo Antonio Stradivari di Cremona, al Musikinstrumenten-Museum di Berlino e in altre collezioni.